# Memelländische Einheitsliste
Die Memelländische Einheitsliste (MEL) war ab 1935 die einzige Partei der deutschen Mehrheitsbevölkerung im Memelland. Sie bestand bis 1938. In ihr gingen die bisherigen Parteien Memelländische Volkspartei, Sozialdemokratische Partei des Memelgebietes und Memelländische Arbeiterpartei auf. Die bis dahin größte Partei, die Memelländische Landwirtschaftspartei, war bereits 1934 verboten worden.
Es handelte sich nicht um eine Partei im eigentlichen Sinne, sondern um einen Zusammenschluss, der lediglich vor den beiden Wahlen 1935 und 1938 tätig wurde. Neben der deutschen Mehrheit stimmten auch eine Zahl von ethnischen Litauern für diese Liste.

## Wahlen zum Seimelis
Bei den Wahlen zum Seimelis erreichte die MEL nach Jürgen W. Falter folgende Ergebnisse. Mads Ole Balling kommt auf leicht andere Prozentanteile, die Sitzzahlen sind bei beiden gleich.
| Wahlperiode          | Prozent | Mandate |
| -------------------- | ------- | ------- |
| V. Wahlperiode 1935  | 81,2 %  | 24      |
| VI. Wahlperiode 1938 | 87,2 %  | 25      |

| Wahlperiode     | Abgeordneter          | Bisherige Partei | Anmerkung                                                    |
| --------------- | --------------------- | ---------------- | ------------------------------------------------------------ |
| IV. Wahlperiode | August Baldszus       | MLWP             | Parlamentspräsident                                          |
| IV. Wahlperiode | Otto Bergens          | 0                | 3. März 1937 Mandatsverzicht (Nachrücker: Helmut Tennigkeit) |
| IV. Wahlperiode | Willy Betke           | (MVP)            |                                                              |
| IV. Wahlperiode | Fritz Bingau          | 0                | Vizepräsident                                                |
| IV. Wahlperiode | Theodor Borbe         | (MLWP)           |                                                              |
| IV. Wahlperiode | Carl Borrmann         | 0                |                                                              |
| IV. Wahlperiode | Christoph Dietschmons | 0                |                                                              |
| IV. Wahlperiode | Albert Engelin        | 0                |                                                              |
| IV. Wahlperiode | Friedrich Galeiwa     | (MAP)            |                                                              |
| IV. Wahlperiode | Michael Jakuszeit     | 0                | 14. März 1938 verstorben (Nachrücker: Max Dilba)             |
| IV. Wahlperiode | Bernhard Mielke       | 0                | 21. April 1936 verstorben (Nachrücker: Hermann Suhrau)       |
| IV. Wahlperiode | Adolf Monien          | (MAP)            |                                                              |
| IV. Wahlperiode | Arthur Papendick      | (MVP)            | 24. März 1936 verstorben (Nachrücker: Fritz Roespel)         |
| IV. Wahlperiode | Johann Pakalnischkis  | 0                |                                                              |
| IV. Wahlperiode | Walter Pfeiffer       | 0                |                                                              |
| IV. Wahlperiode | Georg Plagsties       | (MLWP)           |                                                              |
| IV. Wahlperiode | Ernst Reichardt       | (MLWP)           |                                                              |
| IV. Wahlperiode | Gustav Rutkowski      | 0                |                                                              |
| IV. Wahlperiode | Christoph Schmidt     | 0                |                                                              |
| IV. Wahlperiode | Rudolf Schwindt       | 0                |                                                              |
| IV. Wahlperiode | Theodor Stenzel       | 0                |                                                              |
| IV. Wahlperiode | Ernst Surau           | (SDPM)           |                                                              |
| IV. Wahlperiode | Johann Tiedecks       | 0                |                                                              |
| IV. Wahlperiode | David Waitschies      | 0                |                                                              |
| IV. Wahlperiode | Helmut Tennigkeit     | 0                | 3. März 1937 für Otto Bergens                                |
| IV. Wahlperiode | Max Dilba             | 0                | 24. März 1938 für Michael Jakuszeit                          |
| IV. Wahlperiode | Hermann Suhrau        | (MAP)            | 26. April 1936 für Bernhard Mielke                           |
| IV. Wahlperiode | Fritz Roespel         | 0                | 2. April 1936 für Arthur Papendick                           |
| V. Wahlperiode  | Fritz Bingau          | 0                |                                                              |
| V. Wahlperiode  | Herbert Böttcher      | (SovoG)          |                                                              |
| V. Wahlperiode  | Albert Broschell      | (SovoG)          |                                                              |
| V. Wahlperiode  | Walter Buttkereit     | 0                |                                                              |
| V. Wahlperiode  | Helmut Costede        | 0                |                                                              |
| V. Wahlperiode  | Otto Daumann          | 0                |                                                              |
| V. Wahlperiode  | Georg Grigat          | 0                |                                                              |
| V. Wahlperiode  | Arthur Kausch         | 0                |                                                              |
| V. Wahlperiode  | Erich Kehrer          | 0                |                                                              |
| V. Wahlperiode  | Eduard Kohn           | 0                |                                                              |
| V. Wahlperiode  | Walter Leonhardt      | 0                |                                                              |
| V. Wahlperiode  | Otto Lorenz           | 0                |                                                              |
| V. Wahlperiode  | Ernst Neumann         | (SovoG)          |                                                              |
| V. Wahlperiode  | Arno Papendick        | 0                |                                                              |
| V. Wahlperiode  | Walter Pfeiffer       | 0                |                                                              |
| V. Wahlperiode  | Erich Rademacher      | (MLWP)           |                                                              |
| V. Wahlperiode  | Fritz Roespel         | 0                |                                                              |
| V. Wahlperiode  | Emil Samel            | 0                |                                                              |
| V. Wahlperiode  | Michel Schernus       | (MLWP)           |                                                              |
| V. Wahlperiode  | Wilhelm Schlusnath    | 0                |                                                              |
| V. Wahlperiode  | Otto Stephan          | 0                |                                                              |
| V. Wahlperiode  | Karl Strauß           | 0                |                                                              |
| V. Wahlperiode  | Hans Trakis           | 0                |                                                              |
| V. Wahlperiode  | Otto Wohlgemuth       | 0                |                                                              |